# 라디오 네덜란드
라디오 네덜란드(네덜란드어: Radio Nederland Wereldomroep)는 네덜란드의 국제 방송국이었다.

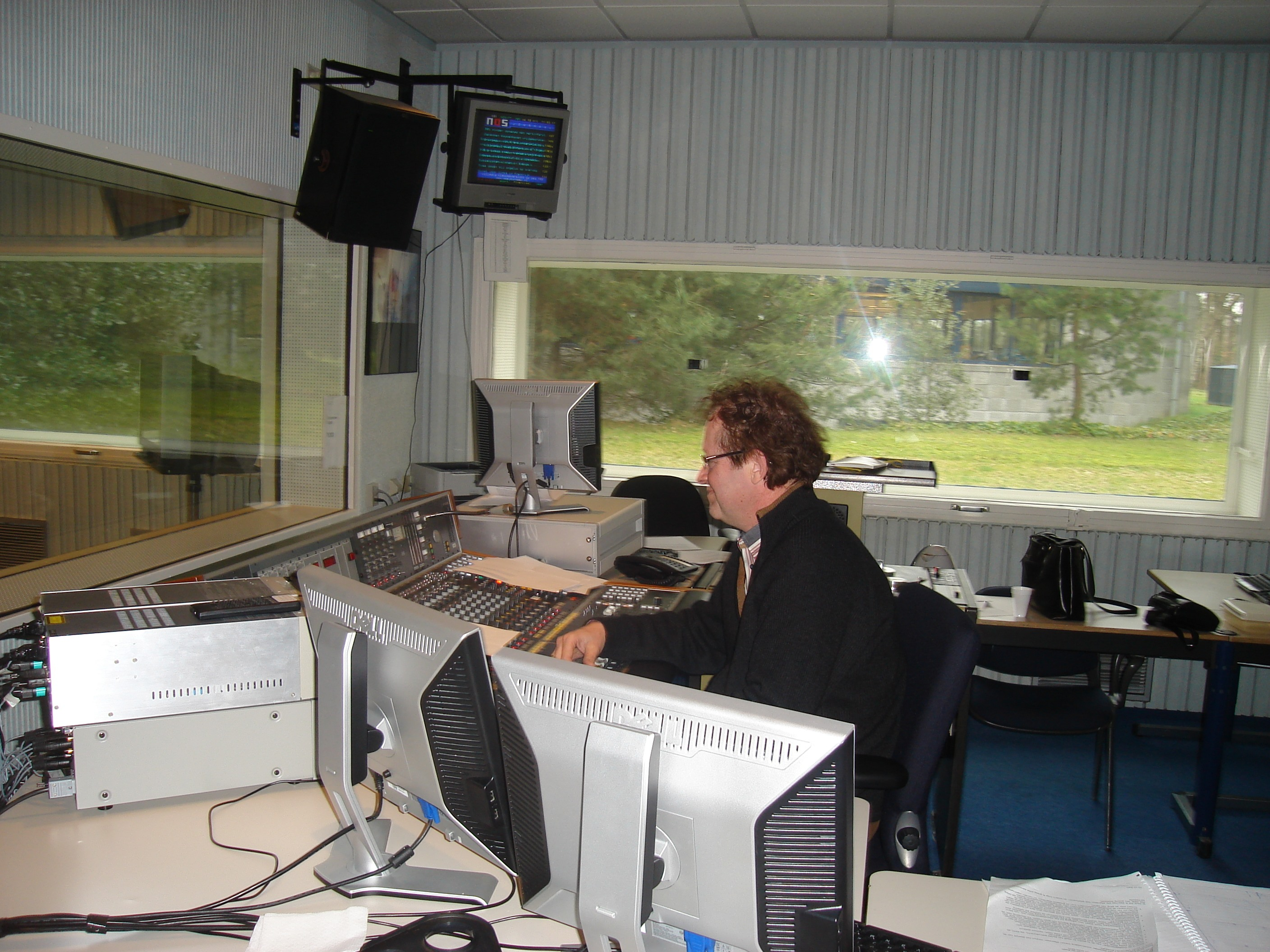
RNW의 스튜디오

라디오 네덜란드는 1927년 3월 11일에 필립스 사에서 네덜란드령 동인도 (현 인도네시아) 지역의 네덜란드어 방송을 목적으로 설립한 단파 방송국 PHOHI(Philips Omroep Holland-Indië)와 PCJJ로 시작되었다. PCJJ는 몇년 뒤 PCJ로 변경되었고 영어, 스페인어, 독일어로도 방송되었다.
1940년 5월 제2차 세계 대전에서 나치 독일의 침공으로 의해 중단되었다가, 2차 대전 종전 후 1947년에 필립스사에서 두 방송국을 국가에 넘겨주어 국유화 되었고, 동시에 2012년까지의 이름인 RNW로 변경되었다.
2000년대에 들어 인터넷의 보급 등으로 각 지역의 단파 방송들이 폐지되어 단파 권역이 아시아 및 아프리카 지역으로 줄어들었다가 2012년 이후로 단파 송출이 전면 폐지되었고 현재는 인터넷 라디오 방송 기능도 정지된 상태다.